# Joseph Crosthwait
Joseph Crosthwait (1681-1719) fue el jefe de los ayudantes de John Flamsteed, el primer Astrónomo Real.
Originario de Cumberland, Crosthwait trabajó en el Observatorio desde 1708 y quedó allí hasta 1719, cuando Flamsteed murió. Junto con la viuda de Flamsteed, Margaret, y con Abraham Sharp, finalizó la publicación de dos obras iniciadas por Flamsteed: Historia Coelestis Britannica y Atlas Coelestis.